# زابرودنيا
زابرودنيا (بالروسية: Запрудня) هي مدينة في مقاطعة موسكو أوبلاست في روسيا. يبلغ عدد سكانها حوالي 12055 نسمة.